# Годе
Коняк Годе (на френски: Cognac Godet) е френски производител на коняци. Семейната компания е основана през 1782 г. в Ла Рошел, където и до днес се намира дестилерията на „Cognac Godet“.

## История
През далечната 1550 г., Бонавенчър Годе, холандски търговец, пристига в Ла Рошел, за да изнася сол и вина. По същото време Холандия е най-големият вносител на бели вина. Холандците изварявали виното така, че да получат лесна за транспортиране течност. Това е било винено бренди, после бренди и после станало известно като коняк. Така се поставя началото на историята на коняка. История, в която семейство Годе има своя голям принос. Неслучайно „добрият крал“ Хенри ІV позволява на членовете на фамилията от мъжки пол да носят сабя благодарение на тяхното бренди. Традицията се предава от баща на син до официалната регистрация на фирмата „Коняк Годе“ в Ла Рошел през 1782 г.
През 1984 г. Жан-Жак Годе поема управлението след десет поколения. Днес неговите трима сина представляват „Коняк Годе“ по целия свят, развивайки семейния бранд на три континента: Жан Едуар – в Ню Йорк, Максим – в Шанхай и Сирил – в Лондон